# Епархия Пьяна-дельи-Альбанези
Епархия Пьяна-дельи-Альбанези (лат. Eparchia Planensis Albanensium, итал. Eparchia di Piana degli Albanesi; алб. Eparhia e Horës së Arbëreshëvet) — одна из двух епархий Итало-албанской католической церкви, находится в прямом подчинении Святому Престолу. Кафедральным собором является Собор Святого Димитрия Солунского в Пьяна-дельи-Альбанези, сокафедральным собором — церковь Санта-Мария-дель-Аммиральо в Палермо.

## История
6 февраля 1784 года основан итало-албанский ординариат Сицилии. Первым ординарием 25 июня 1784 года назначен Джорджо Стасси, титулярный епископ Лампсака.
26 октября 1937 года ординариат Сицилии преобразован в епархию Пьяна-дей-Гречи. В состав епархии передана часть территории архиепархии Палермо и архиепархии Монреале.
25 октября 1941 года переименована в епархию Пьяна-дельи-Альбанези.

## Территория
В состав епархии Пьяна-дельи-Альбанези входят коммуны: Пьяна-дельи-Альбанези, Контесса-Энтеллина, Медзоюзо, Палаццо-Адриано и Санта-Кристина-Джела.
Центром епархии является город Пьяна-дельи-Альбанези, где находится кафедральный собор Святого Великомученика Димитрия Солунского. Сокрафедральный собор Марторана расположен в Палермо.
Территория епархии разделена на 15 приходов.

## Ординарии епархии
- епископ Джузеппе Перничаро (12 июля 1967 — 5 июня 1981)
- епископ Эрколе Лупиначчи (25 марта 1981 — 30 ноября 1987)
- епископ Сотир Феррара (15 октября 1988 — 8 апреля 2013)
  - апостольский администратор Паоло Ромео (8 апреля 2013 — 31 мая 2015)
- епископ Джорджо Деметрио Галларо (31 марта 2015 — 25 февраля 2020)
  - апостольский администратор Джорджо Деметрио Галларо (с 25 февраля 2020)